# Мерингер, Рудольф
Рудо́льф Ме́рингер (нем. Rudolf Meringer; 9 марта 1859, Вена, Австрия — 11 февраля 1931 года, близ Граца, Штирия, Австрия) — австрийский лингвист, специалист в области этимологии, предтеча психолингвистики, фольклорист. Один из основателей (вместе с Гуго Шухардтом) Школы слов и вещей.
Член-корреспондент Австрийской академии наук, Австрийского археологического института, почётный член Общества австрийской фольклористики и Венского антропологического общества.

## Биография
Родился 9 марта 1859 года в Вене. Католик. Отец — Георг Мерингер (1817—1886), родом из деревни Пиб (приход Чот, Папаский яраш, комитат Веспрем, королевство Венгрия), был сапожником и предпринимателем в Вене; сын Виртса Георга Мерингера (нем. Wirts Georg Meringer) и Эвы Цингишшер (венг. Eva Czinngisser). Мать — Элизабет (1824—1877), родом из Остравы, внебрачная дочь Катарины Метки (чеш. Katharina Metka).
С 1878 года учился германистике и сравнительному языкознанию в Университете Вены в основном под руководством Рихарда Хайнцеля. В 1882 году защитил диссертацию по индоевропейским долгим дифтонгам и получил степень доктора философии. В 1883—1885 годах провёл несколько семестров в Берлине, где повышал свою квалификацию в индоевропеистике под руководством Иоганнеса Шмидта. В 1885 году прошёл хабилитацию в Венском университете и получил должность приват-доцента индоевропеистики. В 1892 там же назначен экстраординарным профессором сравнительной грамматики индоевропейских языков. В 1893—1899 годах — ординарный профессор.
В 1895 году (в Вене) женился на Марии (род. 1875), дочери Венделина Хааша (Wendelin Haasz) и Розалии Обермюллер (нем. Rosalia Obermüller). У Рудольфа и Марии родился сын — Йоханнес Рудольф Мерингер (1899—1944), доктор медицины, стоматолог, и две дочери, одна из которых, Грете Мерингер (род. 1896), стала доктором философии.
В 1899 принял предложение Грацского университета и стал там ординарным профессором санскрита и сравнительного языкознания. В 1909/1910 году декан, в 1917/1918 — ректор университета.
Он основал там Индоевропейский институт (Indogermanische Institut), которым руководил до выхода на пенсию в 1930 году.
Умер 11 февраля 1931 года в деревне Кройсбах (Kroisbach) под Грацем в Штирии.

## Вклад в науку

### Психолингвистика
Важнейший вклад Мерингера в лингвистику заключается в том, что он первый обратил внимание на лингвистическое значение оговорок. Мерингер занимался романскими и италийскими языками, но больше всего — семантическими и фонетическими изменениями. Он пытался объяснить фонетические изменения лингвопсихологически и вместе с неврологом и психиатром Карлом Майером в 1895 году написал труд «Оговорки и очитки» (Versprechen und Verlesen). Эту работу использовал Зигмунд Фрейд для изучения проблематики психопатологии, за что был подвергнут критике Мерингером: последний не одобрил использование примеров из его работы. В 1908 он опубликовал работу «Из жизни языка — оговорки, детская речь, подражание» (Aus dem Leben der Sprache – Versprechen, Kindersprache, Nachahmungstrieb), где изложил выводы из своих наблюдений за детской речью и подражанием. В этих трудах он приводил обширные списки оговорок с анализом их появления. Эти труды полезны для науки до сих пор. Виктория Фромкин пишет: 
|  | Мерингера (1895, 1908), однако, можно рассматривать как «отца» лингвистического интереса к языковым ошибкам хотя бы по той причине, что его опубликованная [в этих двух книгах] коллекция более чем из восьми тысяч оговорок, описок и очиток предоставила данные для других исследователей. |

Основные постулаты его работ, посвящённых оговоркам:
1. Ошибки не являются случайными, а управляются правилами.
2. Основной единицей языка является не звук речи, а слово.
3. Слова могут быть поделены на структурные компоненты, отличающиеся по силе их внутреннего представления (англ. that differ in the strength of their internal representations).
4. Все носители порождают оговорки одинаковыми способами.

Все эти выводы приняты современными психолингвистами.
Большую часть своей коллекции оговорок он собрал за обеденными разговорами. Только один человек мог говорить в один момент; когда он оговаривался, разговор останавливался до тех пор, пока оговорка не будет записана.

### Этимология
Мерингер и Гуго Шухардт считаются основателями Школы слов и вещей. Мерингер изучал историю слов (этимологию) в связи с историей вещей, которые они обозначают. Он основал журнал «Слова и вещи». Мерингер постоянно предпринимал поездки по Австрии, Венгрии, Боснии (по Венгрии и Боснии — с 1890 года) в поисках разнообразных артефактов — от деталей строений до рыболовецких снастей.
|  | Рудольф Мерингер посвятил более тридцати лет неустанного труда объяснению и формированию нового метода [метода Школы слов и вещей]. |

## Труды
Отдельные работы:
- Ueber spuren roemischer dachconstruction in Cartuntum. — Wien, 1894.
- Versprechen und verlesen: eine psychologisch-linguistische Studie — Stuttgart: G. J. Göschen[нем.], 1895, в соавторстве с Карлом Майером; новое издание — New ed. with an introductory article by Anne Cutler and David Fay. (Amsterdam studies in the theory and history of linguistic science. Series II. Classics in psycholinguistics. Volume 2) — Amsterdam: John Benjamins[англ.], 1978. ISBN 90-272-0971-5, ISBN 90-272-0973-1.
- Indogermanische Sprachwissenschaft (том 59 в серии «Sammlung Göschen[нем.]» (Leipzig: G. J. Göschen): 1-е издание — 1895/1897, 2-е издание («2., durchgesehene Auflage») — 1899, 3-е издание («3. durchgesehene Aufllage, mit 4 tafeln») — 1903). Перевод на испанский: Rodolfo Meringer. Lingüística indoeuropea / Traducción directa, introducción y notas de Pedro Urbano González de la Calle[исп.]. — Madrid: Victoriano Suárez, 1923 (в серии «Biblioteca española de divulgación científica»).
- Das deutsche Haus und sein Hausrat.— Leipzig: Teubner[нем.], 1906 (том 116 в серии «Aus Natur und Geisteswelt»).
- Aus dem Leben der Sprache — Versprechen, Kindersprache, Nachahmungstrieb. Festschrift der k. k. Karl-Franzens-Universität Graz aus Anlaß der Jahresfeier am 15. XI. 1906. — Berlin: B. Behr’s Verlag[нем.], 1908.
- Mittelländischer Palast, Apsidenhaus und Megaron. (Sitzungsberichte der Philosophisch-Historischen Classe der Kaiserlichen Akademie der Wissenschaften) — Wien: Hölder, 1916. — 85 S.

Мерингер публиковал свои статьи в журналах «Индогерманские исследования» (Indogermanishe forschungen), «Вестник Антропологического общества Вены» (Mitteilungen der Anthropologischen Gesellschaft in Wien), «Доклады заседаний Императорской академии наук в Вене» (Sitzungsberichte der Kaiserlichen Akademie der Wissenschaften in Wien), «Журнал австрийской фольклористики» (Zeitschrift für Österreichische Volkskunde) , а также множество статей в своём журнале. Некоторые статьи (не включены статьи из журнала Мерингера):
- Beiträge zur geschichte der idg. [=indogermanischen] Declination (нем.) // Zeitschrift für vergleichende Sprachforschung auf dem Gebiete der Indogermanischen Sprachen. — 1887. — Bd. 28. — H. 3. — S. 217—239. Диссертация[3]. В двух частях: «I. Ueber den indogermanischen dual der o-stämm» и «II. Flexion der zweizahl». Статья с таким же заглавием опубликована в Sitzungsberichte der philosophisch-historischen Classe der kaiserlichen Akademie der Wissenschaften. — Wien: In comission bei F. Tempsky. — Bd. 125. (Abhandlung II.) в двух частях: «A. Die einsilbigen Neutra des Indogermanisches» и «B. Ueber einge indogermanische Präfixe» и с введением.
- Статья в четырёх частях:
  - Studien zur germanischen Volkskunde. Das Bauernhaus und dessen Einrichtung (Mit 83 Texte-Figuren) (нем.) // Mittheilungen der Anthropologischen Gesellschaft in Wien. — Wien: In Comission bei Alfred Hoelder, 1891. — Bd. 21. — S. 101—152.
  - Studien zur germanischen Volkskunde. Nachtrag (Mit 7 Texte-Figuren) (нем.) // Mittheilungen der Anthropologischen Gesellschaft in Wien. — Wien: In Comission bei Alfred Hoelder, 1892. — Nr. 22. — S. 101—106.
  - Studien zur germanischen Volkskunde II. (Mit 127 Texte-Figuren) (нем.) // Mittheilungen der Anthropologischen Gesellschaft in Wien. — Wien: In Comission bei Alfred Hoelder, 1893. — Bd. 23. — S. 136—181.
  - Studien zur germanischen Volkskunde III. Der Hausrath des oberdeutschen Hauses. (Mit 41 Text-Illustrationen) (нем.) // Mittheilungen der Anthropologischen Gesellschaft in Wien. — Wien: In Comission bei Alfred Hoelder, 1895. — Bd. 25. — S. 56—68.
- Das deutsche Bauernhaus (Mit 8 Text-Illustrationen) (нем.) // Mitteilungen der Anthropologischen Gesellschaft in Wien. — 1892. — Mai und Juni (Bd. 22, Nr. 3). — S. 46—57.
- Etymologien zum geflochtenen Haus (нем.) // Detter, Ferdinand, et al. (edd.) Abhandlungen zur germanischen Philologie  / Festgabe für Richard Heinzel. — Halle: Niemeyer[нем.], 1898. — S. 173—188. Рецензия Пауля Кречмера на эту статью опубликована в журнале «Zeitschrift für deutsches Altertum und deutsche Literatur[англ.]» в четвёртом выпуске XXV тома от 1899 года на страницах 385—386.
- Das volksthümliche Haus in Bosnien und der Hercegovina (нем.) // Wissenschaftliche Mitteilungen aus Bosnien und der Herzegowina. — Das Museum, 1900. — Bd. 7.
- Die Stellung des bosnischen Hauses und Etymologien zum Hausrath. Mit 62 Textfiguren (нем.) // Sitzungsberichte der Philosophisch-Historischen Classe der Kaiserlichen Akademie der Wissenschaften. — Wien: In Komission bei Carl Gerolds Sohn, 1901. — Bd. 144. Abhandlung VI. На эту книгу написал рецензию Карл Бругман (в журнале «Индогерманские исследования», том 14, с. 45—47).
- Статья «Wörter und Sachen» в четырёх частях в журнале «Indogermanische Forschungen» в 1904—1907 годах: в томах 16 (1904; «Wörter und Sachen. Mit 25 Abbildungen im Text», с. 101—196), 17 (1904/1905; «Wörter und Sachen II. Mit 15 Abbildungen», с. 100—166), 18 (1905/1906; «Wörter und Sachen III», с. 204—296), 19 (1906; «Wörter und Sachen IV. Mit 31 Abbildungen im Text», с. 401—457), 21 (1907; «Wörter und Sachen V. Mit 16 Abbildungen, davon 5 auf zwei Tafeln», с. 277—314).
- Zu franzözich landier (нем.) // Zeitschrift für romanische Philologie  / Herausgegeben von Dr. Gustav Gröber[англ.]. — Halle: Max Niemeyer, 1906. — Bd. 30. — S. 414—422. После статьи на страницах 422—423 помещён комментарий Вильгельма Майера-Любке к статье.\
- Wörter und Sachen (нем.) // Germanisch-romanische Monatsschrift[нем.]  / Herausgegeben von Dr. Heinrich Schröder. — Heidelberg: Carl Winters Universitätbuchhandlung[нем.], 1909. — Bd. 1. — S. 593—598.

Другие издания:
- Zur Geschichte des Kachelofen.